# The X-Ecutioners

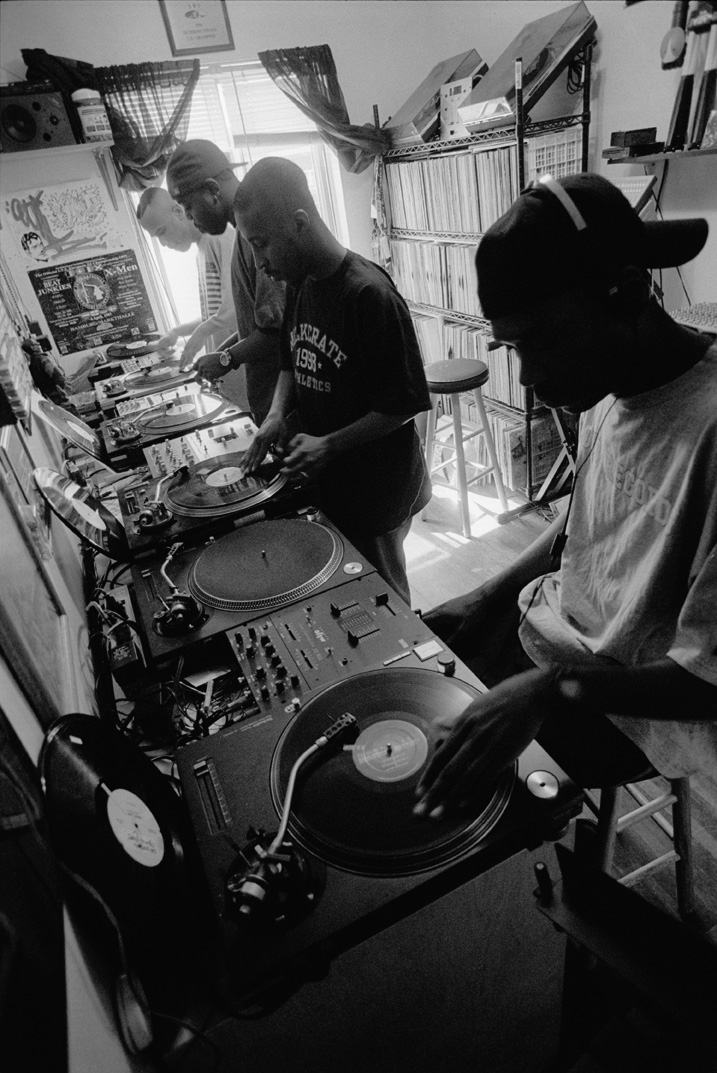
The X-Ecutioners (1998)

The X-Ecutioners sind eine Gruppe von DJs aus New York.

## Geschichte
Roc Raida gründete die Gruppe 1989, damals noch unter dem Namen X-Men. Neben ihm gehörten Steve Dee, Johnny Cash und Sean Cee zur Besetzung. Den Namen X-Men wählten sie, da die Gruppe häufig an DJ-Battles teilnahm und einer ihrer Gegenspieler in New York die Clark Kent’s Supermen waren. Steve Dee erfand im Jahr nach der Gründung das Beatjuggling, was von den X-Men weiter perfektioniert wurde.
Das Line-up der Gruppe wechselte häufig, zwischenzeitlich gehörten ihr bis zu elf DJs an. Rob Swift aus Queens wurde von Steve Dee 1991 nach den Northeast DMC Finals zu den X-Men eingeladen. Total Eclipse aus Brooklyn wurde aufgenommen, nachdem er sich mit mehreren Mitgliedern Battles geliefert und 1996 die ITF World Championship gewonnen hatte.
1997 handelte Swift einen Vertrag mit Asphodel Records aus und die Gruppe veröffentlichte ihr erstes Album, X-Pressions. Aus rechtlichen Gründen änderte sie gleichzeitig ihren Namen auf X-Ecutioners. Das Album enthielt noch wenig Rap, sondern hauptsächlich Turntables und Beats. Der Wettkampfaspekt der Auftritte der X-Ecutioners ließ nach, stattdessen sahen sie sich nun vor allem als Musiker. Swift erklärte diese Entwicklung wie folgt:

„Obwohl wir aus einer Battlekultur stammen, haben wir eingesehen, dass wir nicht mehr wetteifern müssen, wenn wir auftreten. Nur auftreten! Es geht darum, gute Musik zu machen, und nicht darum, den Leuten zu beweisen, dass du bei 100 Meilen die Stunde noch scratchen kannst.“

2002 brachten die X-Ecutioners ihr zweites Album, Built From Scratch, bei Loud Records heraus. Zu diesem Zeitpunkt gehörten Roc Raida, Rob Swift, Total Eclipse und Mista Sinista zur Besetzung. Das Album war erneut um einiges kommerzieller als die bisherige Arbeit der Gruppe. Auf ihm finden sich unter anderem Beiträge von M.O.P., Linkin Park, Pharoahe Monch, Xzibit und Big Pun. Es erreichte Platz 15 der Billboard 200 und verkaufte sich 346.000-mal in den USA. Auch die Single It’s Goin’ Down war erfolgreich mit Platz 85 in den Billboard Hot 100 und weiteren internationalen Platzierungen. So kam sie in Großbritannien auf Platz 7, in Deutschland auf Platz 56 und in der Schweiz auf Platz 69.
Kurz nach Erscheinen von Built From Scratch verließ Mista Sinista die X-Ecutioners. Stattdessen stießen DJ Boogie Blind und DJ Precision zur Gruppe.
Auch das dritte Album, Revolutions, das 2004 bei Columbia Records erschien, erreichte die Billboard Charts (Platz 118).
2007 gründeten Rob Swift, Total Eclipse und Precision das Projekt Ill Insanity. 2009 starb Gründungsmitglied Roc Raida.

## Diskografie

### Studioalben
| Jahr | Titel                               | Höchstplatzierung, Gesamtwochen, AuszeichnungChartsChartplatzierungen (Jahr, Titel, Platzierungen, Wochen, Auszeichnungen, Anmerkungen) | Anmerkungen                              |
| Jahr | Titel                               | US | Anmerkungen                              |
| ---- | ----------------------------------- | --- | ---------------------------------------- |
| 1997 | X-Pressions                         | — | Erstveröffentlichung: 23. September 1997 |
| 2002 | Built from Scratch                  | US15 (12 Wo.)US | Erstveröffentlichung: 26. Februar 2002   |
| 2004 | Revolutions                         | US118 (1 Wo.)US | Erstveröffentlichung: 8. Juni 2004       |
| 2005 | General Patton vs. The X-Ecutioners | — | Erstveröffentlichung: 5. Februar 2005    |
| 2008 | Ground Xero                         | — | Erstveröffentlichung: 11. März 2008      |

### EPs
- 1997: Música Negra (Black Music)/Wordplay

### Kompilationen
- 1997: Japan X-Clusive
- 2003: Scratchology

### Singles
| Jahr | Titel Album                        | Höchstplatzierung, Gesamtwochen, AuszeichnungChartplatzierungen (Jahr, Titel, Album, Platzierungen, Wochen, Auszeichnungen, Anmerkungen) | Höchstplatzierung, Gesamtwochen, AuszeichnungChartplatzierungen (Jahr, Titel, Album, Platzierungen, Wochen, Auszeichnungen, Anmerkungen) | Höchstplatzierung, Gesamtwochen, AuszeichnungChartplatzierungen (Jahr, Titel, Album, Platzierungen, Wochen, Auszeichnungen, Anmerkungen) | Höchstplatzierung, Gesamtwochen, AuszeichnungChartplatzierungen (Jahr, Titel, Album, Platzierungen, Wochen, Auszeichnungen, Anmerkungen) | Anmerkungen                                                       |
| Jahr | Titel Album                        | DE | CH | UK | US | Anmerkungen                                                       |
| ---- | ---------------------------------- | --- | --- | --- | --- | ----------------------------------------------------------------- |
| 2002 | It’s Goin’ Down Built from Scratch | DE56 (7 Wo.)DE | CH69 (5 Wo.)CH | UK7 (10 Wo.)UK | US85 (11 Wo.)US | Erstveröffentlichung: 11. März 2002 feat. Mike Shinoda & Mr. Hahn |